# Ozemeljski spor
Ozemeljski spor ali mejni spor je nesoglasje glede posesti ali nadzora zemlje med dvema ali več političnimi entitetami.

## Kontekst in definicije
Ozemeljski spori so pogosto povezani s posestjo naravnih virov, kot so reke, rodovitna kmetijska zemljišča, minerali ali naftni viri; čeprav lahko spore vodijo tudi kultura, religija in etnični nacionalizem. Ozemeljski spori so pogosto posledica nejasnega izražanja v pogodbi, ki je določila prvotno mejo.
Ozemeljski spori so glavni vzrok vojn in terorizma, saj države pogosto poskušajo uveljaviti svojo suverenost nad ozemljem z invazijo, nedržavni subjekti pa na dejanja politikov poskušajo vplivati s terorizmom. Mednarodno pravo ne podpira uporabe sile ene države za priključitev ozemlja druge države. Ustanovna listina ZN pravi: "Vse članice se morajo v svojih mednarodnih odnosih vzdržati grožnje s silo ali uporabe sile proti ozemeljski celovitosti ali politični neodvisnosti katere koli države, ki ni v skladu s cilji Združenih narodov."
Kjer meja ni zastavljena, kot sta Tajvanska ožina in Kašmir, vpletene strani določijo nadzorno črto, ki de facto služi kot mednarodna meja.
- Izraz mejni spor (ali mejni konflikt) se nanaša na primere, v katerih se za omejeno ozemlje spreta dve ali več držav, pri čemer bi vsaka izmed sprtih držav objavila svoje zemljevide, ki bi sporno regijo vključevali vzdolž priznanih meja konkurenčnih držav. Primer je regija Abjei, ki je v sporu med Sudanom in Južnim Sudanom. Pri mejnih konfliktih se ne izpodbija obstoj rivalske države, kot je to odnos med Republiko Kitajsko in Ljudsko republiko Kitajsko ali odnos med Južno Korejo in Severno Korejo, ampak vsaka država priznava samo obliko rivalske države, ta pa ne vsebuje zahtevanega ozemlja, ne glede na upravitelja dežele in priznanja v mednarodni skupnosti.

- Okupirano ozemlje je ponavadi regija, ki se razlikuje od priznanega ozemlja suverenih držav, vendar jo nadzoruje država okupatorka. Včasih se dolgoročna okupacija ohranja kot sredstvo ukrepanja na podlagi ozemeljske zahteve, vendar je okupacija lahko tudi strateška (kot je ustvarjanje ločitvenega območja ali preprečevanje, da bi konkurenčna sila pridobila nadzor) ali prisilna (kot je kaznovanje, za uvedbo nekaterih notranjih ukrepov ali kot pogajalski adut).
- Za mejne spore, pa tudi za širše ozemeljske zahteve se uporablja izraz iredentizem:

1. Če se nacija pojavi ob razglasitvi neodvisnosti od večje države, njeno končno priznanje ne more vedno zagotoviti nadzora nove države nad ozemljem, ki ga je predlagala kot del razglasitve. Ta zemljišča ostajajo neizkoriščeno ozemlje v očeh nacionalističnih gibanj v državi, sicer pa ne povzročajo težav med vladami na obeh straneh meje.
2. V primerih, ko je bilo ozemlje doseženo z zgodovinskimi osvajanji, kot je imperij, lahko tradicionalisti na nekdanje kolonije gledajo kot na neosvojeno ozemlje.

## Osnove v mednarodnem pravu
Teritorialni spori imajo pomemben pomen v mednarodni družbi, tako zaradi svoje povezave s suverenostjo kot temeljno pravico držav, kot tudi zato, ker so pomembni za mednarodni mir. Mednarodno pravo je pomembno povezano z ozemeljskimi spori, saj se ozemeljski spori ukvarjajo z državnim ozemljem, ki je osnova mednarodnega prava. Mednarodno pravo temelji na osebah mednarodnega prava, ki zahtevajo opredeljeno ozemlje, kot je omenjeno v Montevideovski konvenciji o pravicah in dolžnostih držav iz leta 1933.
1. člen konvencije iz Montevidea določa, da mora "oseba mednarodnega prava imeti naslednje kvalifikacije: (a) stalno prebivalstvo; (b) opredeljeno ozemlje; (c) vlado; in (d) sposobnost vstopanja v odnose z drugimi države"
Tudi članek B.T. Sumnerja omenja: "V mednarodnem pravu in odnosih je ozemeljsko lastništvo pomembno, ker državo sestavlja suverenost nad zemljo."
Kršitev državnih meja ali ozemeljski spori torej predstavljajo grožnjo sami suverenosti in pravici države kot osebe mednarodnega prava. Poleg tega se ozemeljski spori včasih predložijo Meddržavnemu sodišču, kot je bilo v primeru Kostarike in Nikaragve leta 2005. Teritorialnih sporov ni mogoče ločiti od mednarodnega prava, katerih podlaga je pravo državnih meja, njihovo morebitno reševanje pa je odvisno tudi od mednarodnega prava in sodišča.